# Inverell
Inverell is een plaats in de Australische deelstaat New South Wales en telt 9749 inwoners (2006).

## Geboren
- Scott Sunderland (28 november 1966) Wielrenner
- Heinrich Haussler (25 februari 1984) Wielrenner (Duitse vader, Australische moeder)

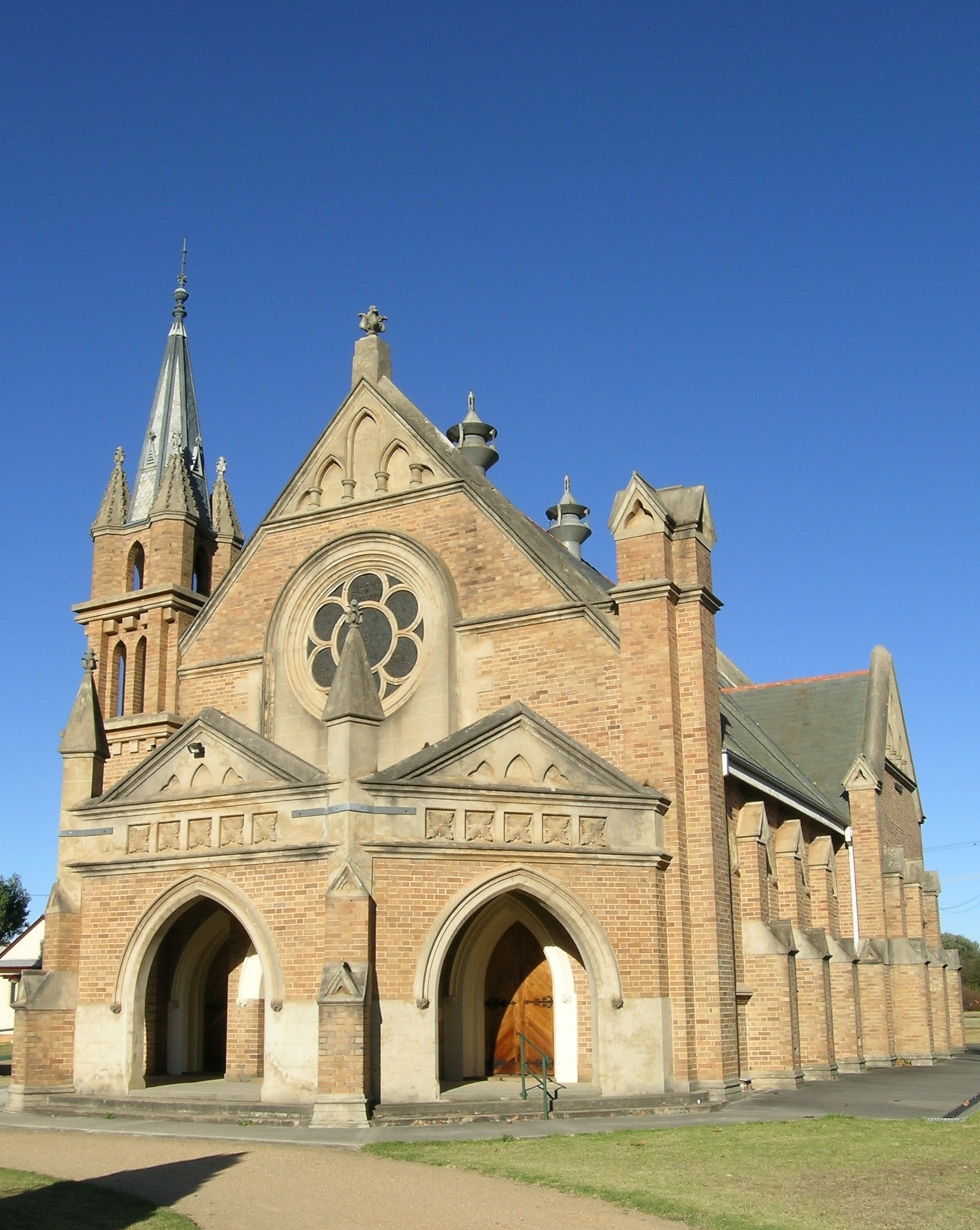